# Rheng Bluk
Rheng Bluk is een bestuurslaag in het regentschap Aceh Utara van de provincie Atjeh, Indonesië. Rheng Bluk telt 603 inwoners (volkstelling 2010).